# Purpurpil
Purpur-Pil (Salix purpurea) er en op til 4 meter høj, løvfældende busk med en tæt og halvkugleformet vækst. Svampesygdommen Pileskurv kan dræbe store dele af kronen.

## Beskrivelse
Barken er først blank og rødbrun. Senere bliver den gulligt grøn. Gamle grene er ru og grå. Knopperne er spredte, men med flere næsten modsatte par. De er tilliggende og rødbrune med udad bøjet spids. 
Bladene er lancetformede med fint takket rand langs den yderste tredjedel. Oversiden er mørkegrøn, mens undersiden er lysegrøn. Busken er enten rent hunlig eller rent hanlig. Raklerne er skævt oprette og slanke. Hunrakler bliver grågrønne, mens hanraklerne skifter over rød til sort på grund af støvknapperne. Frø udvikles sjældent i Danmark.
Rodnettet er højtliggende og fladt udbredt. Det er delvist filtdannende. 
Højde x bredde og årlig tilvækst: 4 x 3 m (75 x 50 cm/år).

## Hjemsted
Purpur-Pil danner krat i floddale og på stenede bjergskråninger over hele Europa (dog ikke Danmark) og Nordafrika. I Danmark er den derimod almindelig over hele landet langs veje, i grøfter, ved damme og søer samt i kalk- og grusgrave.
| Portal | Portal:Botanik |